# Clarence Felician Chinniah

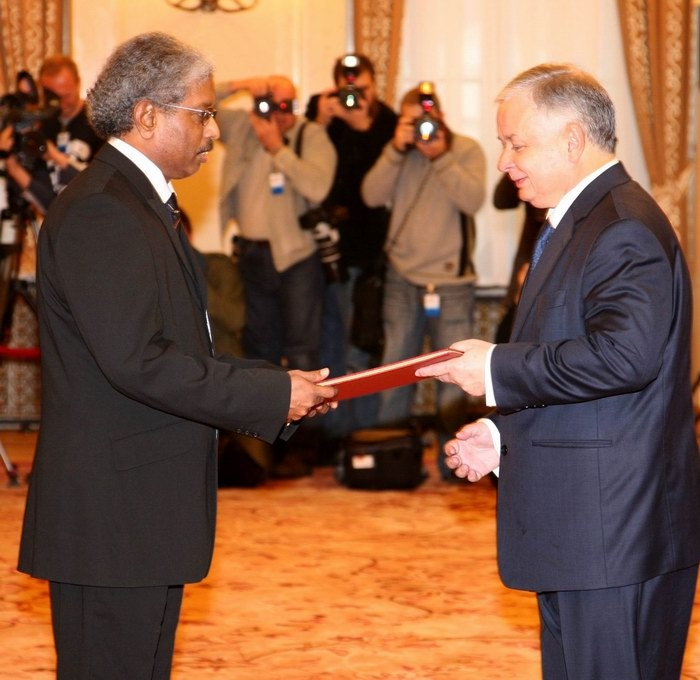
Clarence Felician Chinniah (z lewej) i Lech Kaczyński

Clarence Felician Chinniah (ur. 1951, zm. 8 stycznia 2009 w Warszawie) – lankijski dyplomata, ambasador nadzwyczajny i pełnomocny Demokratyczno-Socjalistycznej Republiki Sri Lanki w Polsce. Misję dyplomatyczną jako ambasador sprawował od 30 sierpnia 2007 r. (akredytowany także w Rumunii i Bułgarii).